# Departamento de Freirina
El Departamento de Freirina se ubicó en la Provincia de Atacama, y su comuna cabecera departamental fue la ciudad de Freirina.

## Origen
La ciudad fue fundada por Juan Godoy en 1832, al descubrir el mineral de plata de Chañarcillo. Algunos años más tarde se sumó a la creación de la Provincia de Atacama (1843).
De acuerdo a la formulación de una nueva norma de regionalización chilena, a partir de 1927 se forma el Departamento de Freirina, compuesto por la comuna de igual nombre, considerándose un solo departamento electoral. Este proceso se realizó mediante el Decreto N° 8.583 del 30 de diciembre de 1927.

## Subdelegaciones
| Municipalidad | Subdelegaciones |
| ------------- | --------------- |
| Freirina      | 1a, Poniente    |
| Freirina      | 2a, Oriente     |
| Freirina      | 3a, San Juan    |
| Freirina      | 4a, Chañar      |
| Freirina      | 5a, Freirina    |

## Límites del departamento por Decreto Ley 354, año 1925
- Al Norte, la línea de cumbres de los cerros de Carrizal, desde la punta Matamoros, sobre el Océano Pacífico, hasta el cerro Chañar.
- Al Este, una línea recta, desde el cerro Chañar hasta el cerro de La Varilla; el cordón de cerros de Tatara o Huentemé, desde el cerro de La Varilla hasta la punta de Tatara, al oriente del lugar de este nombre, sobre el río Guasco (sic); el río Guasco (sic), desde la punta de Tatara hasta la desembocadura de la quebrada de Maitencillo; la línea de cumbres que limita por el poniente las hoyas de las quebradas de Maitencillo y Púquios, desde la desembocadura de la quebrada de Maitencillo en el río Guasco (sic) hasta la desembocadura de la quebrada de Púquios en la quebrada de Chañaral; la quebrada de Chañaral, desde la desembocadura de la quebrada de Púquios hasta la desembocadura de la quebrada de Los Molles, y la línea de cumbres que limita por el oriente la hoya de la quebrada de Los Molles, siguiendo por la sierra de Véliz, desde la desembocadura de la quebrada de Los Molles en la quebrada de Chañaral hasta el cerro Cónico o de Los Ratones.
- Al Sur, la línea de cumbres que limita por el norte la hoya de la quebrada de Los Choros, desde el cerro Cónico o de Los Ratones hasta la primera cumbre al oeste del portezuelo de Las Ventanas, y una línea recta, desde dicha cumbre hasta la punta del Apolillado, sobre el Océano Pacífico.
- Al Oeste, el Océano Pacífico, desde la punta del Apolillado hasta la punta Matamoros.[2]